# Chaenorhinum minus
Espèce
Chaenorhinum minus, ou Chaenorrhinum minus selon les auteurs (la Petite linaire), est une espèce de plantes herbacées de la famille des Scrophulariaceae selon la classification classique de Cronquist (1981) ou des Plantaginaceae selon la classification phylogénétique.

## Description
La plante atteint de 5 à 40 cm de hauteur. Elle est velue-glanduleuse. Les feuilles sont étroites alternes, sauf à la base où elles sont opposées. Les fleurs solitaires zygomorphes, avec un éperon obtus, sont petites et de couleur variant du blanc vers le violacé.

## Habitats
Très commune dans les champs et les jardins, sur le sable, dans les graviers, les rocailles et les allées où elle résiste plutôt bien aux piétinements.